# Dennenprocessierups
De dennenprocessierups (Thaumetopoea pityocampa, synoniem: Traumatocampa pityocampa) is de larve van een vlinder uit de familie van de tandvlinders (Notodontidae). De eikenprocessierups en de dennenprocessierups behoren tot de onderfamilie van de processievlinders (Thaumetopoeinae). 
De waardplanten van de dennenprocessierups zijn dennen. De rups heeft een lengte van enkele millimeters tot 40 mm, en is zwartachtig bruin met rode vlekken op de bovenkant en zijkanten. De onderzijde is geel. Het lichaam is zeer harig en bedekt met brandharen. Het volwassen insect is een vlinder met een spanwijdte van 35 tot 40 mm.

## Verspreiding en leefgebied
De dennenprocessierups komt voor in Zuid-Europa, Midden-Europa en Noord-Afrika. In België waren in 2024 incidentele vondsten in de Waalse provincies Belgisch Luxemburg, Namen en Luik. De soort is nog niet in Nederland waargenomen.

## Leefwijze
De vlinders komen uit in de zomer, tussen juni en september, afhankelijk van het klimaat, en leggen hun eieren afgezet in parallelle rijen in verpakkingen van 150 tot 220 stuks op twijgen of naalden van verschillende dennensoorten, maar als tweede keus ook sparren en ceders. Vijf tot zes weken na het leggen komen de eitjes uit. De rupsen vervellen vijf maal afhankelijk van de hoogte en temperatuur. Hoe verder naar het noorden of in hoogte, des te langzamer de larve zich ontwikkelt.
In de winter spinnen de rupsen een nest waarin ze de overdag in de zon liggen. Ze komen 's nachts in beweging om te eten. Net als bij de eikenprocessierups lopen de rupsen vanuit een nest achter elkaar in een grote sliert, waarbij de kop van elk dier het staarteinde van zijn voorganger aanraakt. Een verschil is dat bij de dennenprocessierups de processie slechts  een rups breed is, terwijl bij de eikenprocessierups meerdere rupsen zich naast elkaar voortbewegen. In het voorjaar verlaten de rupsen opnieuw in "processie" het nest naar de grond om zich daar op een zonnige plek in te graven en zich ondergronds te verpoppen. Na een aantal maanden ontpoppen ze zich weer als vlinder, waarna de cyclus opnieuw begint.

## Brandharen en gevolgen voor mens en dier
De rupsen kunnen massaal voorkomen en hebben brandharen die irriterend zijn voor de mens. De haren zijn 0,2 tot 0,3 millimeter lang. Elke rups heeft er honderdduizenden tot een miljoen van. Het zijn pijlvormige haren, die bij bedreiging worden afgeschoten. De haren kunnen dan makkelijk de huid, de ogen en de luchtwegen binnendringen. De stoffen die van de haren afkomen veroorzaken een op allergie lijkende huiduitslag, zwellingen, rode ogen en jeuk. In de meeste gevallen verdwijnen de klachten vanzelf. Niet alle personen zijn even gevoelig voor de brandharen.
In zeldzame gevallen kunnen andere verschijnselen ontstaan, namelijk braken, duizeligheid en koorts.
De rupsen hoeven niet te worden aangeraakt om in contact te komen met de brandharen. De haartjes verspreiden zich met de wind en kunnen zo in contact komen met wandelaars of fietsers. De haren blijven ook na het vertrek van de rupsen in de nesten, die aan de stammen en dikke takken hangen, aanwezig. Na jaren kunnen deze nesten bij aanraking nog overlast veroorzaken.
Ook dieren, met name honden, kunnen last hebben van de brandharen van de rups.